# Le Magasin

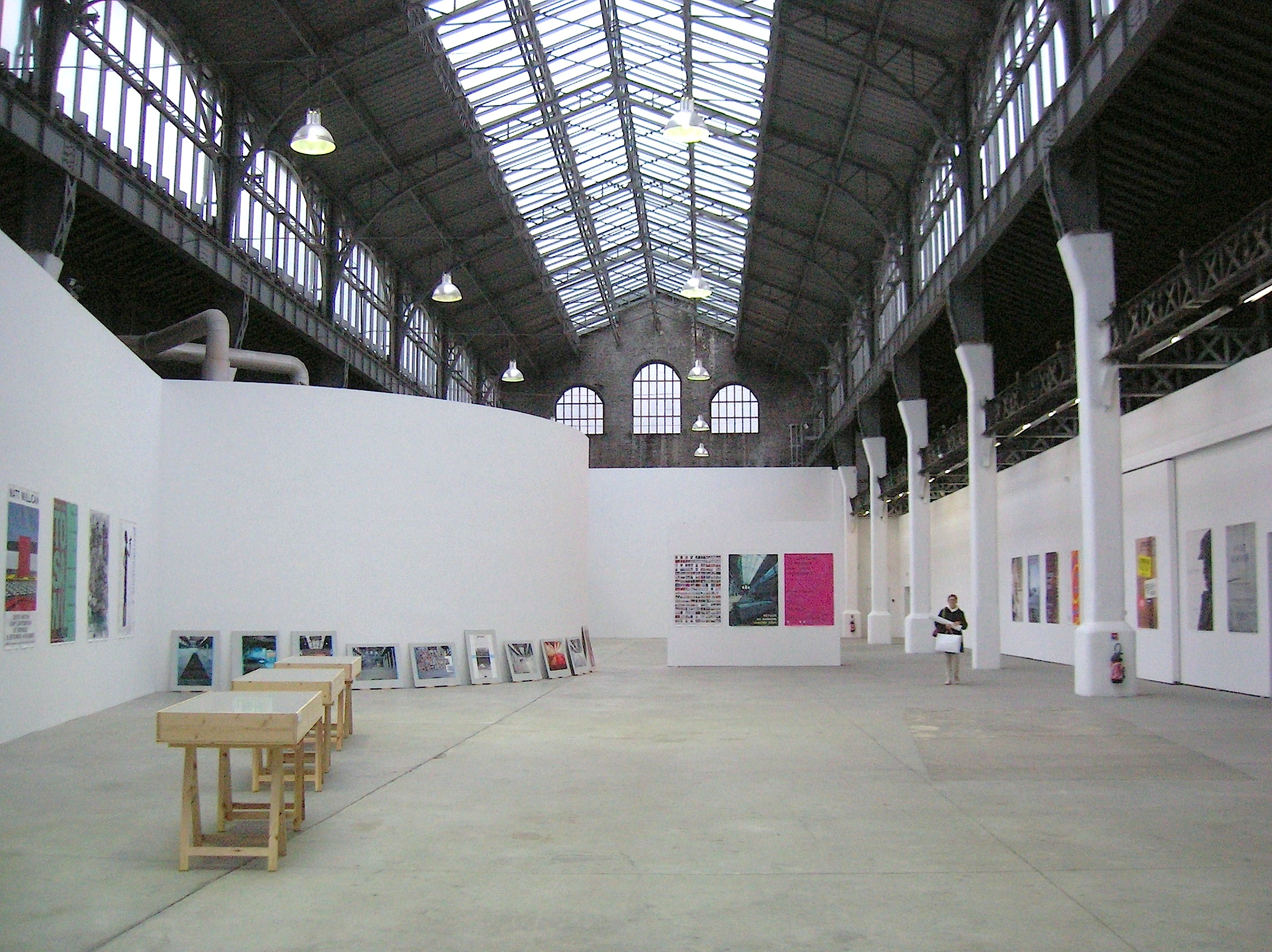
Innenansicht

Le MAGASIN – Centre National d’Arts et de Cultures (CNAC; deutsch: Das Lagerhaus – Nationales Zentrum für (moderne und zeitgenössische) Kunst und Kulturen) ist ein 1986 eröffnetes Kunstmuseum in Grenoble. Es befindet sich in einem ehemaligen Industriegebäude in der Site Bouchayer-Viallet – 8 esplanade Andry-Farcy. Das Museum veranstaltet jährlich eine Reihe Ausstellungen, die entweder der Werkschau eines bestimmten Künstlers oder der Retrospektive einer Strömung gewidmet sind.

## Gebäude
Das Gebäude des Museums wurde von der Firma Gustave Eiffels entworfen und für die fünfte Pariser Weltausstellung 1900 erbaut. Dort wurde das Bauwerk demontiert und in Grenoble für die Kesselschmiede des Unternehmens Bouchayer-Viallet wieder errichtet. Zuletzt diente die 3000 Quadratmeter große Fabrikhalle als Lagerhaus, worauf die Namensgebung des Museums Bezug nimmt.

## Geschichte
Die Konversion des Gebäudes wurde durch den Architekten Patrick Bouchain realisiert. Das Projekt des CNAC gehörte zu den regionalen Grands projets culturels des französischen Präsidenten François Mitterrand und wurde am 26. April 1986 durch den französischen Kulturminister François Léotard eröffnet.
Gründungsdirektor war Jacques Guillot. Ihm folgten als Direktoren Franz Wilhelm Kaiser (1986–1989), Adelina von Fürstenberg (1989–1994), Yves Aupetitallot (1994–2015) und seit März 2016 Béatrice Josse. Zu den bekannten Kuratoren zählte Lionel Bovier, seit 2016 Direktor des Musée d’art moderne et contemporain (MAMCO) in Genf.
Kaiser war an der Errichtung der École du MAGASIN beteiligt, einer Schule für die Ausbildung von Kuratoren.

## Ausstellungen (Auswahl)
Zu den in Einzel- oder Sammelausstellungen gezeigten Künstlern gehören:
- À la une [Auf der Titelseite], kuratiert von Claude Closky, unter anderem mit John Armleder, Monica Bonvicini, Sylvie Fleury, Vidya Gastaldon, Kenneth Goldsmith, Thomas Hirschhorn, Pierre Huyghe, Koo Jeong-A, Véronique Joumard, Ken Lum, Aleksandra Mir, Jonathan Monk, Gianni Motti, Jean-Luc Moulène, Antoni Muntadas, Maurizio Nannucci, Marylène Negro, Julian Opie, Kristina Solomoukha, Tatiana Trouvé (2006)[4][5]
- Francis Alÿs u. a.: Je marche donc nous sommes (2018)
- Daniela Comani: More than zero (1993)
- Chloé Delaume: Dream Operator (2018–2020)
- Latifa Echakhch: Il m’a fallu tant de chemins pour parvenir jusqu’à toi (2007)
- Jack Goldstein (2002)
- Lothar Hempel: Alphabet City (2007)
- Pierre Huyghe
- Lang/Baumann: Portrait de l’artiste en motocycliste. Olivier Mosset (2009)
- Eric Lanz (1991)
- Cynthia Lee Maughan: Vraiment. féminisme et art (1997)
- Piotr Nathan (1989)
- Walter Niedermayr (1995)
- Anselm Reyle: Ultracore (2013)
- James Rielly: Tell Me a Story: Narration in Contemporary Painting and Photography (1998)
- Bernhard Rüdiger: Entre Chien et Loup (1992)
- Barthélémy Toguo: Managers de l’immaturité (1999).

## Trivia
Es gibt ein weiteres Museum moderner Kunst, das den Namen Magasin führt, das Magasin III in Stockholm und Jaffa.

## Schriften
- Jacques Peeters (Hrsg.): Germinations 7: Biennale Européenne des Jeunes Artistes. Magasin, Centre National d'Art Contemporain, Grenoble 1992, ISBN 2-906732-30-3.